# 1439 w literaturze
Wydarzenia literackie w 1439 roku.

## Zmarli
- Andrzej z Buku, polski teolog
- Ambrose Traversari, włoski teolog